# Peter Hansen (pintor)

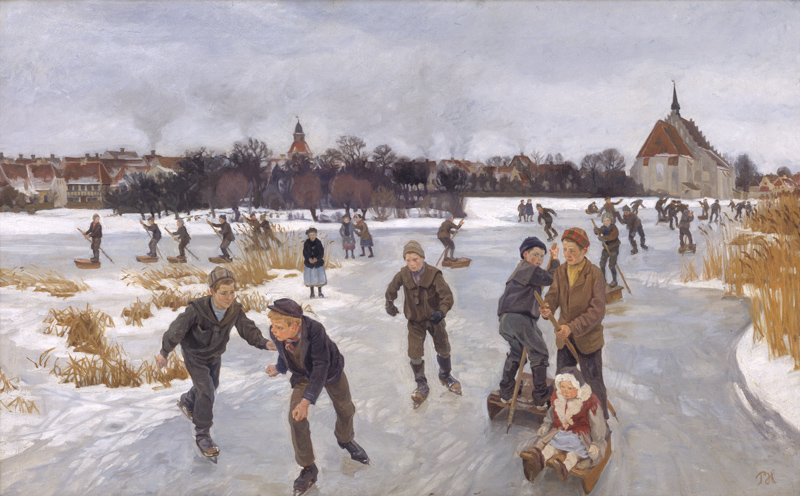
Peter Hansen: Sobre el hielo detrás de la ciudad de Fåborg, 1901

Peter Marius Hansen (* 13 de mayo de 1868 en Faaborg; † 6 de octubre de 1928 ibid) fue un pintor danés. Perteneció a la colonia de artistas de Fionia, una asociación de pintores que vivieron y trabajaron en la isla de Fionia.

## Vida
Hansen creció en un ambiente creativo. La casa de su padre, el pintor decorativo Peter Syrak Hansen, era un popular punto de encuentro de los pintores de la zona. Peter Hansen tenía tres hermanos. Su hermana Anna se casó con el pintor Fritz Syberg en 1894 y se hizo un nombre como pintora como Anna Syberg. Después de su muerte, Syberg se casó con su hermana Marie. El también pintor Ernst Syberg era su sobrino.
Hansen asistió a la Universidad Técnica de Dinamarca en Copenhague antes de trasladarse a la escuela de arte gratuita Kunstnernen Frie Studieskoler en 1885, que se había establecido unos años antes como una alternativa a la academia de arte tradicional. Su maestro fue el pintor de Bornholm Kristian Zahrtmann, por el cual el centro de formación era conocido como la escuela de Zahrtmann. Los compañeros de clase de Hansen incluían a Johannes Larsen, Poul S. Christiansen y Fritz Syberg. Durante su formación, Peter Hansen también trabajó como taquígrafo parlamentario y como pintor de teatro para Thorolf Pedersen en el Teatro Real de Copenhague.
Inspirados por Zahrtmann, los estudiantes prestaban poca atención a las tradiciones de la pintura académica danesa en su obra. Como sus contemporáneos del resto de Europa, salían al aire libre y usaban colores llamativos para pintar paisajes, personas y fincas campesinas al estilo del realismo y el naturalismo. Fundaron la colonia de artistas de los Pintores de Fionia, cuyo núcleo estaba formado por Hansen, Syberg y Larsen. Posteriormente, bajo la influencia de Theodor Philipsen, el estilo del grupo se acercó al impresionismo francés. Los Fyborner fueron apoyados financieramente en ocasiones por el coleccionista de arte Wilhelm Hansen, un amigo de la infancia de Peter Hansen.

## Creación
En viajes de estudio a Italia y Suecia, a veces junto con Zahrtmann y otros estudiantes, Hansen buscaba nuevas impresiones. La mayoría de las pinturas de Hansen se pueden clasificar como pinturas de género con personas.

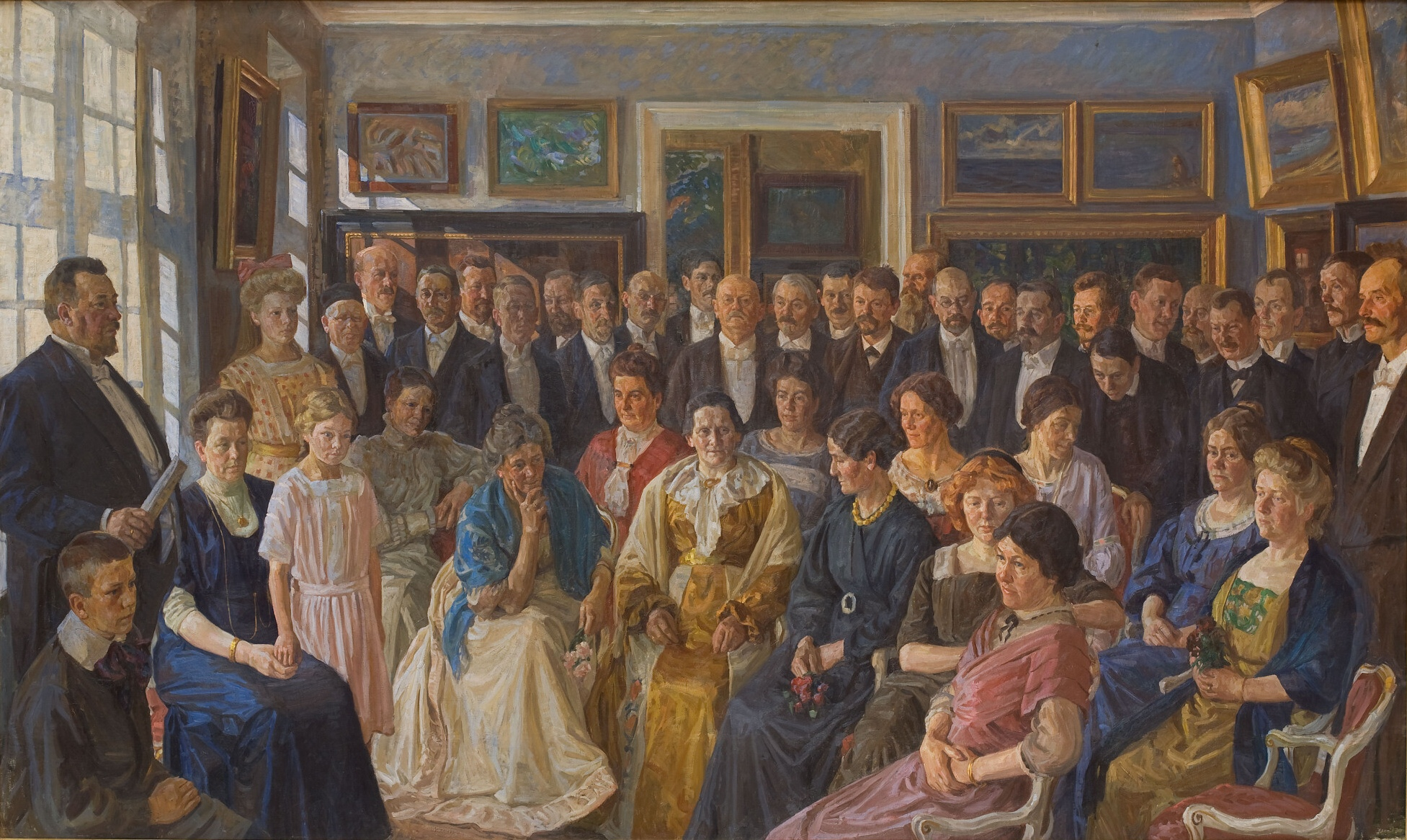
Peter Hansen: Inauguración del Museo de Faaborg, 1910

Después de trasladarse a Copenhague con su familia en 1905, Hansen amplió sus motivos. Le gustaba dibujar y pintar la animada zona de Enghave Plads con cochecitos, tranvías amarillos, niños jugando y conductores dominicales.
Algunos críticos inicialmente criticaron la elección de motivos, la técnica y los colores fuertes. Las críticas disminuyeron un poco cuando el Museo Faaborg se construyó en 1910 específicamente para las obras de los pintores, arquitectos, escultores y diseñadores de muebles de Fionia. En ese momento Hansen se opuso a que el Museo adquiriera obras de las numerosas pintoras que incluía el grupo de pintores de Fionia, entre las cuales su hermana era la más destacada.
Las obras de Hansen se conservan en el Museo Nacional de Estocolmo, el Museo de Arte de Gotemburgo, el Museo Faaborg en el centro de Jutlandia y el pequeño Museo Johannes Larsen en Kerteminde, entre otros.

## Galería

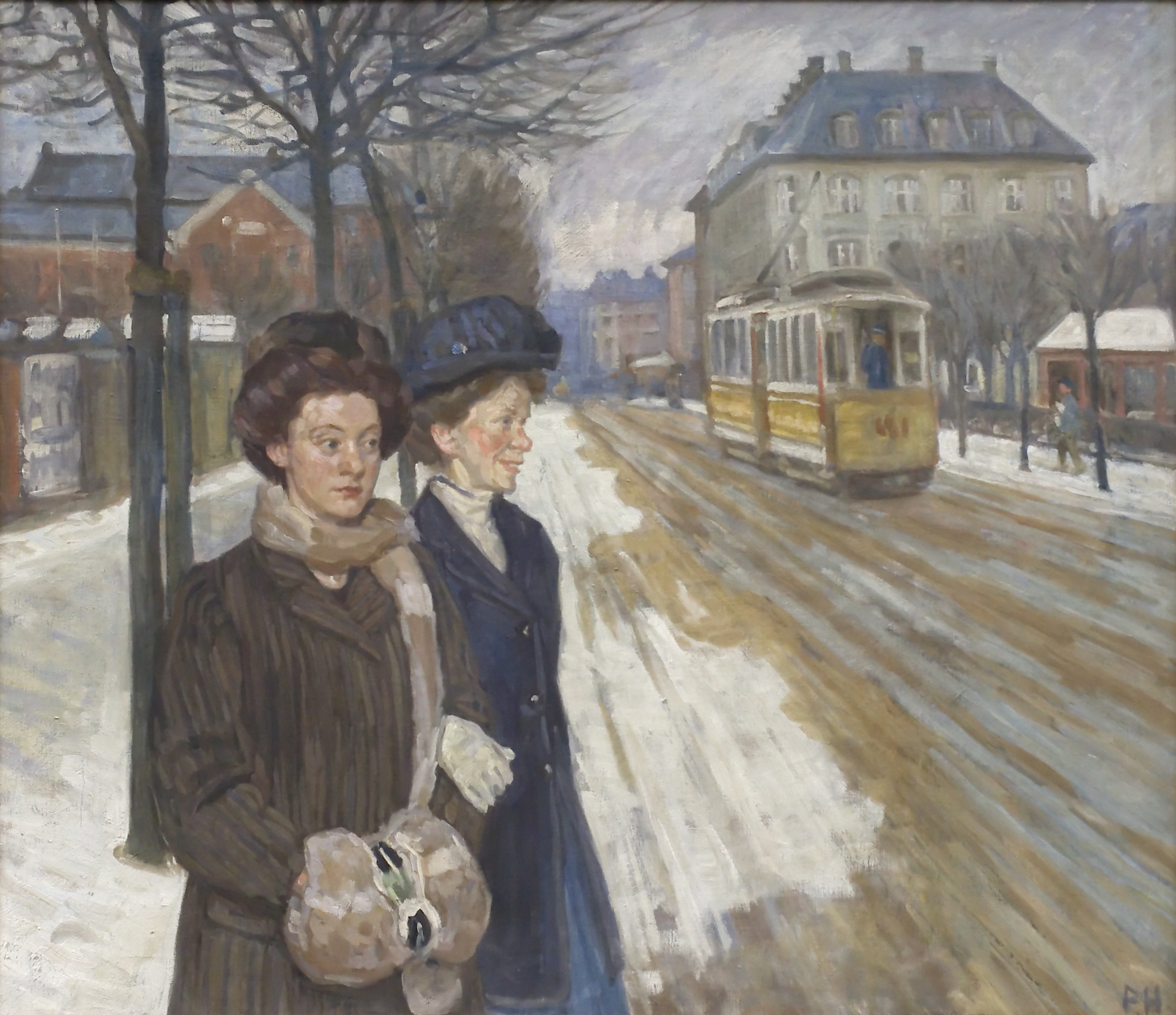
Amigas
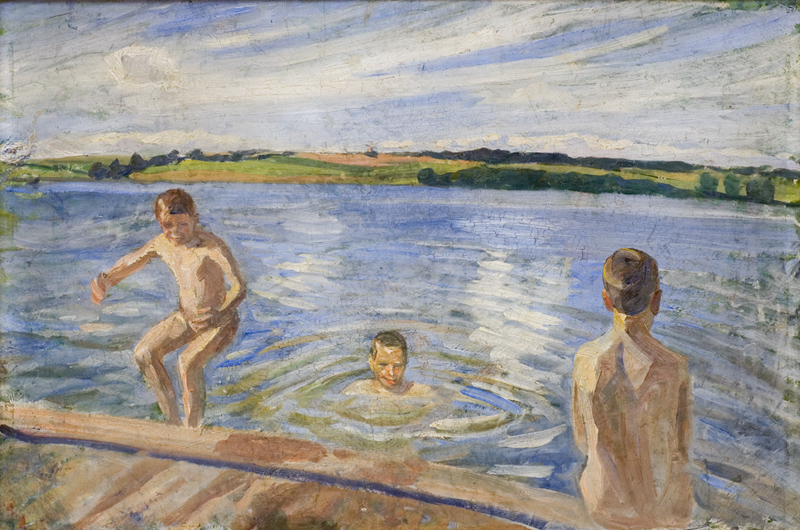
Bañistas (1902)
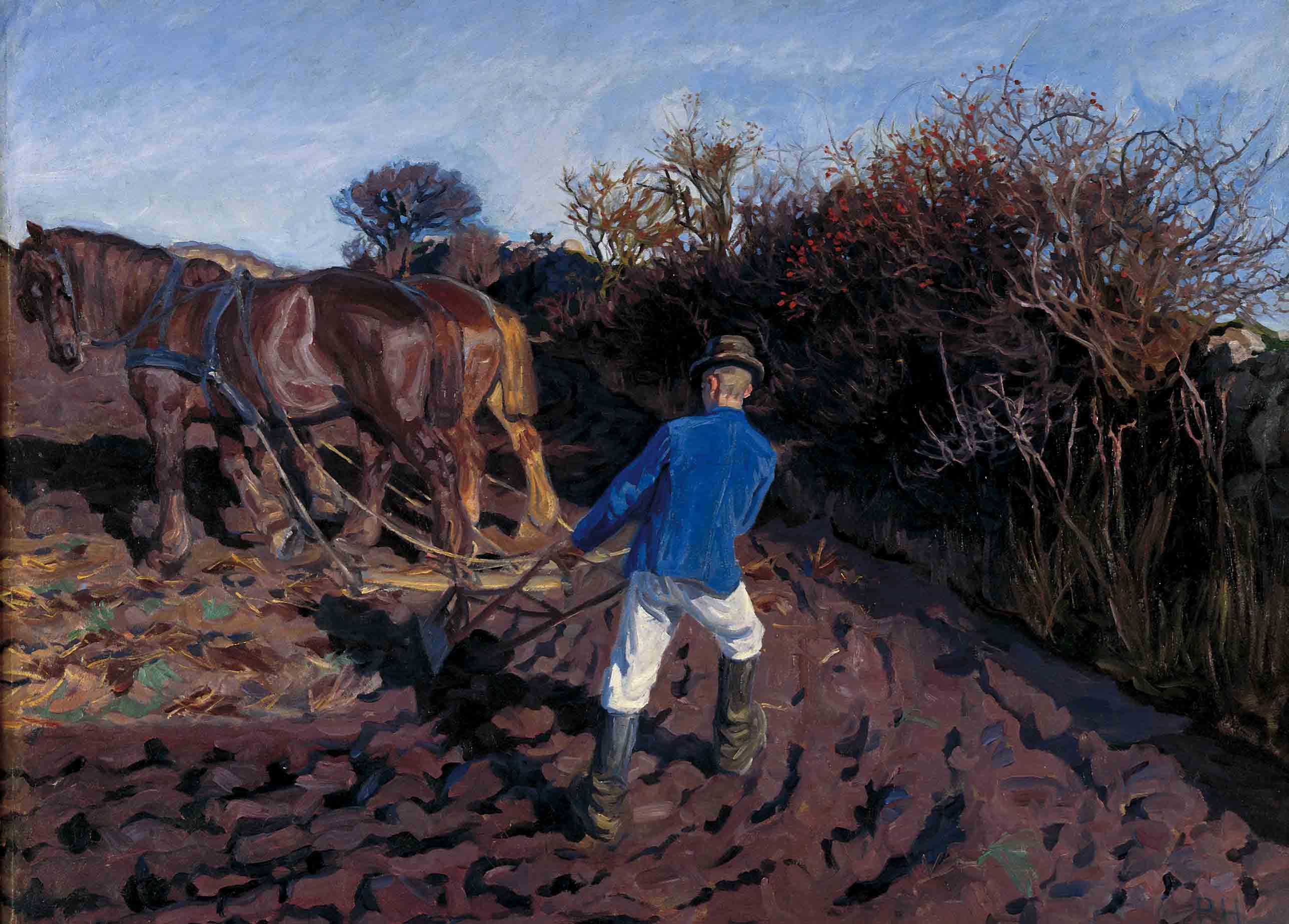
Giro de arado (1902)
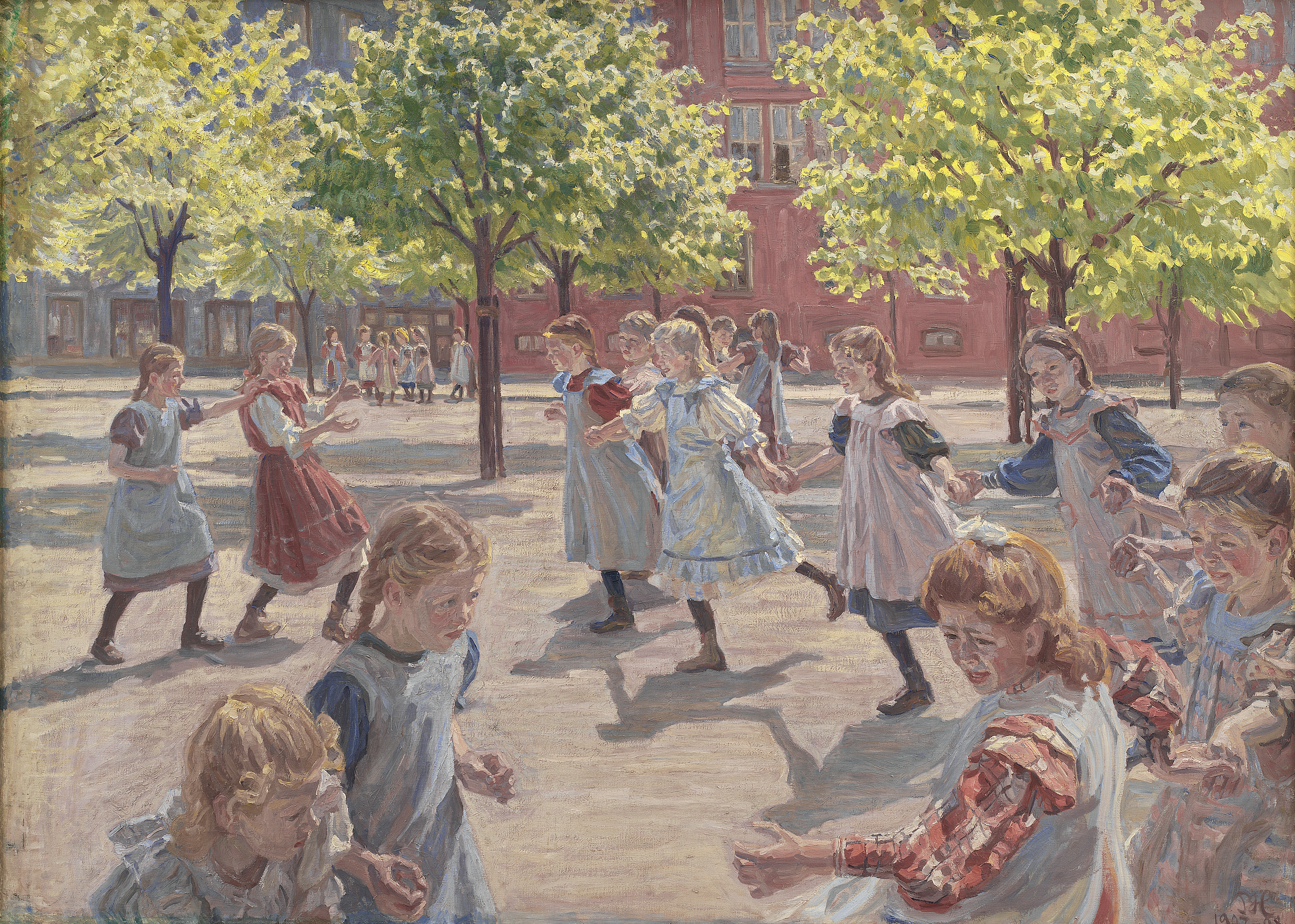
En Enghave Plads